# Domenico Nimis
Domenico Nimis (tudi Nymesch, Nemüsch, Deminis), italijanski kamnosek, deloval 1600~1650 v Ljubljani.

## Življenje in delo
V Ljubljani se prvič pojavi leta 1607, ko je za škofa T. Hrena izdelal krstni kamen za katedralo sv. Mohorja in Fortunata v Gornjem Gradu in kamnito znamenje na prelazu Črnivec po vzoru znamenja v Šmartinu pri Kranju. Leta 1613 je izvršil kamnoseška dela za prezbiterij stolnice v Ljubljani; 1615 kamnoseška dela na Tranči in čevljarskem mostu; 1634 se omenja v mestnih računskih knjigah; 1641 pritrdi železno mrežo v prezbiteriju stolnice v Ljubljani.